# Edgar Amphlett
Edgar Montague Amphlett (Dorchester, 1º settembre 1867 – Chelsea, 9 gennaio 1931) è stato uno schermidore britannico, vincitore di una medaglia d'argento nella scherma ai giochi olimpici.